# Симфония № 2 (Хэнсон)
Симфония № 2 ре-бемоль мажор «Романтическая» — произведение, написанное американским композитором Говардом Хэнсоном по заказу Сергея Кусевицкого к 50-летию Бостонского симфонического оркестра в 1930 году и опубликована издательством Carl Fischer Music.

## Структура
Симфония состоит из трех частей, в которых много общего тематического материала.
1. Adagio ( = 50) — Allegro moderato ( = 100) — Lento ( = 56) molto espressivo — Piu mosso — Meno mosso ( = 72) — Tranquillo — Molto piu mosso ( = 112) — Animato — Molto meno mosso ( = 80) — Animato ( = 112) — Meno mosso ( = 96) — Ancora meno mosso — Molto meno mosso
2. Andante con tenerezza
3. Allegro con brio — Molto meno mosso — Piu mosso — Animato — Largamente

«Лирическая, навязчивая» вторая тема первой части стала известна как «тема Интерлохена» (поскольку она исполняется в конце всех концертов в Центре искусств Интерлохена, штат Мичиган). Она вновь появляется с «большим акцентом» на ней в следующих двух частях. Медленная часть была аранжирована для духового оркестра Норманом Голдбергом и также была опубликована издателем Карлом Фишером.
Хэнсон считал себя «композитором чистой квинты» или «композитором большой терции», но в этой симфонии именно чистая кварта «играет заметную роль во всей симфонии как в мелодии, так и в гармонии». Несмотря на обилие триолей, брукнеровский ритм встречается лишь в нескольких местах, в основном в партиях валторн и труб; у других инструментов он присутствуют в партии литавр в первой части, и в конце более длинного ритмического мотива в финале.

## Состав оркестра
Симфония была написана для стандартного оркестра, состоящего из флейты-пикколо, 2 флейт, 2 гобоев, английского рожка, 2 кларнета in B, 2 фагота, контрафагота, 4 валторн in F, 3 труб in C, 3 тромбонов, тубы, литавр, малого барабана, тарелок, арфы и струнных.

## Премьера
Премьера симфонии состоялась 28 ноября 1930 года под управлением Кусевицкого, дирижировавшего Бостонским симфоническим оркестром. Вскоре после этого Артуро Тосканини исполнил её с Нью-Йоркским филармоническим оркестром. Хэнсон сам дирижировал и записал произведение с симфоническим оркестром Истмена-Рочестера. Другими исполнителями этой симфонии стали Чарльз Герхардт, Эрих Кунцель, Невилл Марринер, Джерард Шварц, Дэвид Монтгомери и Леонард Слаткин.

## Приём
Хотя считается, что Хэнсон заложил новые основы в симфонию, он «создал популярное концертное произведение, которое является воплощением симфонии двадцатого века, которая могла быть написана американцем». Вирджил Томсон, современник Хэнсона, высказал мнение о музыке Хэнсона в целом: «Я ещё ни в одном его произведении не нашел ни одной фразы или поворота гармонии, которые не звучали бы знакомо», и о его Второй симфонии в частности: «Она настолько же стандартизирована по выразительности, насколько и эклектична по стилю. Ни сюрприза от начала до конца, ни какого-либо приключения».
Хэнсон был недоволен тем, что тема побочной партии первой части Второй симфонии была использована в заключительных титрах фантастического триллера «Чужой» без его разрешения, но решил не оспаривать это в суде. Также Джон Уильямс использовал Вторую симфонию Хэнсона в качестве образца для своей музыки для фильма Инопланетянин.

## Записи
Хэнсон лично дирижировал оркестром Истмена-Рочестера на записи симфонии 1939 года, сделанной RCA Records. Затем, в 1958 году, он сделал стереозапись симфонии с тем же оркестром для Mercury Records, которая позже была переиздана на CD и оставалась в каталогах в течение многих лет.
Вторая симфония Хэнсона — одна из самых записываемых американских симфоний XX века, записи которой, в том числе, были сделаны Национальным филармоническим оркестром под управлением Чарльза Герхардта (RCA, затем Chesky Records), Сиэтлским симфоническим оркестром под управлением Джерарда Шварца (Delos Records, затем Naxos Records), симфоническим оркестром Сент-Луиса под управлением Леонарда Слаткина (EMI Records) и другими исполнителями и звукозаписывающими компаниями. Хэнсон также включил расширенную версию главной темы симфонии (звучащую в первой и последней частях) в запись со Всемирным молодёжным симфоническим оркестром, сделанную на концерте в Интерлохене, штат Мичиган, в 1977 году (Citadel).
Симфония отличается тем, что является одним из немногих американских произведений, которым Артуро Тосканини дирижировал, когда был музыкальным руководителем Нью-Йоркского филармонического оркестра; однако Тосканини не записывал эту музыку даже в течение многолетнего периода, когда он руководил симфоническим оркестром NBC.